# Nové Dvory, Příbram
Nové Dvory là một làng thuộc huyện Příbram, vùng Středočeský, Cộng hòa Séc.